# السهلة (ملحان)

تعديل مصدري - تعديل

السهلة هي إحدى قرى عزلة جبع بمديرية ملحان التابعة لمحافظة المحويت، بلغ تعداد سكانها 135 نسمة حسب تعداد اليمن لعام 2004.